# 柴田德太郎
柴田 德太郎（しばた とくたろう、1951年 - ）は、日本の経済学者。
1983年西南学院大学経済学部講師、1985年同助教授、1989年東京大学経済学部助教授、1995年同教授、1996年東京大学大学院経済学研究科教授を経て、2017年より帝京大学経済学部教授。専門は、現代資本主義論、金融制度論。
1987年、「ニューヨーク金融市場と大恐慌：再建国際金本位制崩壊との関連を中心として」により、経済学博士（東京大学）。

## 著書

### 単著
- 『大恐慌と現代資本主義―進化論的アプローチによる段階論の試み』（東洋経済新報社、1996年）
- 『制度と組織―理論・歴史・現状』（桜井書店、2007年）
- 『資本主義の暴走をいかに抑えるか』（ちくま新書、2009年）[1]
- 『世界経済危機とその後の世界』（日本経済評論社、2016年）

### 共著・共編
- （河村哲二・柴田徳太郎編）『現代世界経済システム―変容と転換』（東洋経済新報社、1995年）
- （吾郷健二・佐野誠）『現代経済学 市場・制度・組織』（岩波書店、2008年）